# Fabien Laurenti
Fabien Laurenti (ur. 6 stycznia 1983 w Marsylii) – francuski piłkarz grający na pozycji obrońcy.

## Kariera klubowa
Fabien Laurenti profesjonalną piłkarską karierę rozpoczynał w Olympique Marsylia. W jego barwach 26 stycznia 2002 roku zadebiutował w Première Division w przegranym 0:1 meczu przeciwko Troyes AC. W sezonie 2001/2002 był to jego jedyny występ, a w kolejnych rozgrywkach zagrał w 12 pojedynkach. W 2004 roku przeszedł do AC Ajaccio. Po raz pierwszy wystąpił w nim 17 stycznia w spotkaniu z FC Nantes. W nowym zespole szybko wywalczył miejsce w podstawowym składzie i regularnie występował na boiskach francuskiej ekstraklasy. W sezonie 2005/2006 wraz ze swoją drużyną spadł do Ligue 2.
W 2007 roku Laurenti przeszedł do RC Lens. Od czasu debiutu w meczu z OGC Nice, w którym zagrał przez pierwsze 68. minut po czym został zmieniony przez Simona Feindouno, regularnie występował w swojej drużynie. W sezonie 2007/2008 jego klub zajął w tabeli 18. pozycję i został zdegradowany do Ligue 2. W kolejnych rozgrywkach zawodnik nie występował już tak często, lecz nadal był podstawowym graczem Lens. Drużyna po roku banicji powróciła w szeregi pierwszoligowców. W rundzie jesiennej sezonu 2009/2010 Laurenti rozegrał pięć spotkań.
8 stycznia 2010 roku Laurenti został wypożyczony do drugoligowego Stade Brestois 29. Był w nim podstawowym zawodnikiem i pomógł mu wywalczyć awans do Ligue 1. Po zakończeniu sezonu powrócił do RC Lens, lecz 18 lipca przeszedł na zasadzie transferu definitywnego do innego beniaminka francuskiej ekstraklasy, AC Arles-Avignon. W nowym zespole zadebiutował 7 sierpnia w przegranym 1:2 spotkaniu przeciwko FC Sochaux-Montbéliard. W sezonie 2010/2011 spadł z klubem do Ligue 2, a w połowie 2012 roku odszedł z Arles.
Następnie był graczem czwartoligowego US Le Pontet, a także trzecioligowego GS Consolat. W 2015 roku zakończył karierę.
W Ligue 1 rozegrał 149 spotkań.
| Sezon   | Klub               | Kraj    | Rozgrywki            | Mecze | Bramki |
| ------- | ------------------ | ------- | -------------------- | ----- | ------ |
| 2001/02 | Olympique Marsylia | Francja | Ligue 1              | 1     | 0      |
| 2002/03 | Olympique Marsylia | Francja | Ligue 1              | 12    | 0      |
| 2003/04 | Olympique Marsylia | Francja | Ligue 1              | 3     | 0      |
| 2003/04 | AC Ajaccio         | Francja | Ligue 1              | 10    | 0      |
| 2004/05 | AC Ajaccio         | Francja | Ligue 2              | 34    | 0      |
| 2005/06 | AC Ajaccio         | Francja | Ligue 2              | 30    | 0      |
| 2006/07 | AC Ajaccio         | Francja | Ligue 2              | 32    | 0      |
| 2007/08 | RC Lens            | Francja | Ligue 1              | 29    | 0      |
| 2008/09 | RC Lens            | Francja | Ligue 2              | 21    | 0      |
| 2009/10 | RC Lens            | Francja | Ligue 1              | 5     | 0      |
| 2009/10 | Stade Brestois 29  | Francja | Ligue 2              | 16    | 0      |
| 2010/11 | AC Arles-Avignon   | Francja | Ligue 1              | 26    | 0      |
| 2011/12 | AC Arles-Avignon   | Francja | Ligue 2              | 12    | 0      |
| 2013/14 | US Le Pontet       | Francja | CFA                  | 22    | 0      |
| 2014/15 | GS Consolat        | Francja | Championnat National | 5     | 0      |